# Mathias Kristensen
Mathias Kristensen (21 marzo 1997) è un calciatore danese, centrocampista dell'Aalesund.

## Caratteristiche tecniche
È un centrocampista difensivo.

## Carriera

### Club
Cresciuto nel settore giovanile dell'Esbjerg, ha esordito in prima squadra il 6 maggio 2016 disputando l'incontro di Superligaen perso 2-0 contro il SønderjyskE.